# Friedrich Janke
Friedrich Janke (República Democrática Alemana, 19 de abril de 1931) fue un atleta alemán especializado en la prueba de 10000 m, en la que consiguió ser subcampeón europeo en 1962.

## Carrera deportiva
En el Campeonato Europeo de Atletismo de 1962 ganó la medalla de plata en los 10000 metros, corriéndolos en un tiempo de 29:01.1 segundos, llegando a meta tras el soviético Pyotr Bolotnikov (oro con 28:54.4 s) y por delante del británico Roy Fowler. Participó en los Juegos Olímpicos de Roma 1960, alcanzando el cuarto puesto en la prueba de los 5.000 metros.